# ATM - Trappola mortale
ATM - Trappola mortale (ATM) è un film del 2012 diretto da David Brooks, interpretato da Alice Eve, Josh Peck e Brian Geraghty.

## Trama
Corey, David e Emily sono tre amici e colleghi. Una sera, di ritorno da una serata, fanno sosta ad un ATM isolato in un parcheggio, per prelevare denaro. La breve sosta si rivela un incubo: infatti, i tre si accorgono che fuori dal gabbiotto contenente la cassa bancaria automatica li sta osservando qualcuno con un cappotto e un cappuccio che gli copre il volto. L'intruso è un feroce psicopatico che, davanti agli occhi dei malcapitati, uccide un uomo che si trovava lì. I tre, terrorizzati, rimangono dentro il gabbiotto mentre la temperatura scende. David decide però di trattare con il maniaco: uscito fuori, gli offre una busta con dei soldi per convincerlo a lasciarli andare e, approfittando di una distrazione dell'assassino, cerca di raggiungere l'automobile. Scopre, però, che i cavi di accensione sono stati danneggiati affinché l'auto non si avvii; riuscendo ancora a sfuggire al pazzo, rientra nel gabbiotto con gli altri. Poco dopo, vi entra un uomo incappucciato che pensano essere l'assassino: David e Corey lo aggrediscono e lo uccidono ignari dell'errore, scoprendolo solo quando ormai è troppo tardi, e comprendendo che si trattava di un semplice passante entrato per prelevare soldi. Nel parcheggio giunge un vigilante: avvicinatosi, si accorge del cadavere ma, prima di riuscire a chiamare la centrale, viene ucciso dal maniaco. Corey, spaventato, esce dal gabbiotto e cerca di fuggire, ma urta un sottile e invisibile filo teso dall'assassino, e cade a terra. Viene raggiunto dallo psicopatico che lo ferisce gravemente  con un punteruolo. Usciti anche Emily e David, questi riescono fortunosamente a recuperare l'amico e rientrano. A questo punto, mentre i due cercano inutilmente di soccorrere Corey, l'assassino blocca l'entrata con le auto e inizia a riempire il gabbiotto con acqua per farli assiderare, mettendosi poi seduto ad osservare la scena. Emily e David decidono di attivare l'allarme antincendio per avvertire la polizia. Acceso dunque fortunosamente un fuoco, servendosi di un accendino e di moduli bancari, Emily sale in groppa a David e riesce ad attivare l'allarme avvicinando il fuoco al sensore: ma David scivola improvvisamente nell'acqua, facendo precipitare la donna che sbatte la testa e muore. David, rimasto solo, riesce ad uscire dal gabbiotto e a dare fuoco allo psicopatico: si accorge, però, di aver bruciato solo il cappotto dell'assassino posto sulla sedia senza di lui dentro. Il pazzo, infatti, lo osserva da lontano. In quell'istante, la polizia arriva e il serial killer è costretto alla fuga. Gli agenti arrestano David e controllano i filmati delle telecamere: le immagini non riprendono l'uomo incappucciato ma, per una serie di coincidenze, queste sembrano incastrare proprio David, che viene condotto via in manette. L'assassino ha fatto perdere le sue tracce e dunque non ha lasciato nessun indizio a suo carico. Osserva però la scena dell'arresto di David. Nella scena finale, il maniaco progetta, con lo stesso modus operandi, altri massacri come quello avvenuto quella notte.

## Produzione
Il film è stato girato interamente a Winnipeg, Canada.

## Distribuzione
Il film è stato distribuito in Italia il 17 febbraio 2012 a cura della M2 Pictures, mentre negli Stati Uniti verrà distribuito limitatamente dalla IFC Midnight dal 6 aprile dello stesso anno.